# كولوز (أين)
كولوز (بالفرنسية: Culoz)‏ هي بلدية فرنسية تقع في إقليم الأين في فرنسا. رمز إنسي لها هو:1138. أما الرمز البريدي لها فهو: 1350.